# Джалілов Іскандар Фатхуллойович
Іскандар Фатхуллойович Джалілов (тадж. Искандар Ҷалилов/рос. Исканда́р Фатхулло́евич Джали́лов; нар. 1 червня 1992, Душанбе, Таджикистан) — таджицький футболіст, захисник. Виступав за національну збірну Таджикистану.

## Клубна кар'єра
З 2008 по 2010 рік перебував у молодіжній команді московського ЦСКА. У 2010 році перейшов до молодіжної команди «Рубіна», за яку виступав до 2012 року. 2012 року перейшов в оренду до «Нафтохіміка», але жодного разу так і не вийшов на поле. Другу половину сезону 2012/13 років провів у румунській команді вищої ліги «Турну-Северін». Дебютував на професійному рівні 4 березня 2013 року у матчі проти «Астри». Усього провів одинадцять поєдинків за «Турну-Северін». 4 вересня 2013 року був орендований «Істіклолом». У січні 2014 року, по завершення орендної угоди, повернувся до «Рубіна». Першу половину 2014 року провів у «Худжанді», у липні підписав контракт із клубом ФНЛ, нижньогородською «Волгою». Дебютував у ФНЛ за «Волгу» 6 липня 2014 року в поєдинку проти новосибірського «Сибіру».
У липні 2016 року переїхав до Болгарії, де підписав контракт з новачкому Першої ліги «Дунав Русе». У червні 2017 року залишив команду. 5 липня 2017 року підписав контракт за схемою 1+1 рік з калінінградською «Балтикою». 19 червня 2018 року повернувся до Болгарії, де підписавши 2-річний контракт з пловдивським «Локомотивом». 30 липня 2018 року контракт Джалілова з «Локомотивом» розірвали за обопільною згодою сторін.
У березні 2021 року під час виступів за збірну Таджикистану отримав вивих стопи та перелом гомілки.
13 травня 2022 року оголосив, що через важку травму завершує кар’єру гравця по завершенні поєдинку «Істіклола» проти «Худжанда», який відбудеьбся 15 травня 2022 року.

## Кар'єра в збірній
Має російське громадянство, завдяки чому з 2009 по 2011 рік (саме у збірній U-17 він забив єдині два голи в кар'єрі) виступав за юнацькі збірні Росії, зрештою вирішив виступати за національну збірну Таджикистану, в якій дебютував у 2014 рік.

## Особисте життя
Має троюрідних братів Манучехра та Алішера. Футболом розпочав займатися пізніше за братів, до цього займався тенісом. Зразком для наслідування вважає Серхіо Рамоса. Одружений на Фарзоні Ілхомзоді. У 2024 році у пари народилася дочка Аріана.

## Статистика виступів

### Клубна
| Клуб                                 | Сезон             | Ліга                                | Ліга  | Ліга | Нац. кубок | Нац. кубок | Конт. кубок | Конт. кубок | Інші  | Інші | Загалом | Загалом |
| Клуб                                 | Сезон             | Дивізіон                            | Матчі | Голи | Матчі      | Голи       | Матчі       | Голи        | Матчі | Голи | Матчі   | Голи    |
| ------------------------------------ | ----------------- | ----------------------------------- | ----- | ---- | ---------- | ---------- | ----------- | ----------- | ----- | ---- | ------- | ------- |
| «Рубін» (Казань)                     | 2010              | Прем'єр-ліга Росії                  | 0     | 0    | 0          | 0          | 0           | 0           | –     | –    | 0       | 0       |
| «Рубін» (Казань)                     | 2011–12           | Прем'єр-ліга Росії                  | 0     | 0    | 0          | 0          | 0           | 0           | –     | –    | 0       | 0       |
| «Рубін» (Казань)                     | 2012–13           | Прем'єр-ліга Росії                  | 0     | 0    | 0          | 0          | 0           | 0           | –     | –    | 0       | 0       |
| «Рубін» (Казань)                     | 2013–14           | Прем'єр-ліга Росії                  | 0     | 0    | 0          | 0          | 0           | 0           | –     | –    | 0       | 0       |
| «Рубін» (Казань)                     | Загалом           | Загалом                             | 0     | 0    | 0          | 0          | 0           | 0           | 0     | 0    | 0       | 0       |
| «Нафтохімік» (Нижньокамськ) (оренда) | 2012–13           | ФНЛ                                 | 0     | 0    | 0          | 0          | –           | –           | –     | –    | 0       | 0       |
| «Турну-Северін» (оренда)             | 2012–13           | Ліга I                              | 11    | 0    | 0          | 0          | –           | –           | –     | –    | 11      | 0       |
| «Істіклол» (оренда)                  | 2013              | Вища ліга Таджикистану              | 5     | 0    | 1          | 0          | –           | –           | –     | –    | 6       | 0       |
| «Волга» (Нижній Новгород)            | 2014–15           | ФНЛ                                 | 28    | 0    | 1          | 0          | –           | –           | –     | –    | 29      | 0       |
| «Волга» (Нижній Новгород)            | 2015–16           | ФНЛ                                 | 7     | 0    | 1          | 0          | –           | –           | –     | –    | 8       | 0       |
| «Волга» (Нижній Новгород)            | Загалом           | Загалом                             | 35    | 0    | 2          | 0          | 0           | 0           | 0     | 0    | 37      | 0       |
| «Дунав Русе»                         | 2016–17           | Перша професіональна футбольна ліга | 26    | 0    | 1          | 0          | –           | –           | –     | –    | 27      | 0       |
| «Балтика» (Калінінград)              | 2017–18           | ФНЛ                                 | 17    | 0    | 1          | 0          | –           | –           | –     | –    | 18      | 0       |
| «Локомотив» (Пл)                     | 2018–19           | Перша професіональна футбольна ліга | 2     | 0    | 0          | 0          | –           | –           | –     | –    | 2       | 0       |
| «Ботев»                              | 2018–19           | Перша професіональна футбольна ліга | 0     | 0    | 0          | 0          | –           | –           | –     | –    | 0       | 0       |
| «Істіклол»                           | 2019              | Вища ліга Таджикистану              | 16    | 0    | 4          | 2          | 7           | 0           | 1     | 0    | 28      | 2       |
| «Істіклол»                           | 2020              | Вища ліга Таджикистану              | 16    | 0    | 2          | 0          | 2           | 0           | 1     | 0    | 21      | 0       |
| «Істіклол»                           | 2021              | Вища ліга Таджикистану              | 4     | 0    | 2          | 0          | 0           | 0           | 0     | 0    | 6       | 0       |
| «Істіклол»                           | 2022              | Вища ліга Таджикистану              | 2     | 0    | 0          | 0          | 6           | 0           | 1     | 0    | 9       | 0       |
| «Істіклол»                           | Загалом           | Загалом                             | 38    | 0    | 8          | 2          | 15          | 0           | 3     | 0    | 64      | 2       |
| Усього за кар'єру                    | Усього за кар'єру | Усього за кар'єру                   | 134   | 0    | 13         | 2          | 15          | 0           | 3     | 0    | 165     | 2       |

1. ↑  Нуль матчів у Лізі Європи УЄФА, нуль матчів у Лізі чемпіонів УЄФА
2. ↑  Нуль матчів у Лізі Європи УЄФА, нуль матчів у Лізі чемпіонів УЄФА
3. 1 2  Матчі в Лізі Європи УЄФА
4. ↑  Один матч у Лізі чемпіонів АФК, шість матчів у Кубку АФК
5. 1 2 3 4  Матчі в Суперкубку Таджикистану
6. ↑  Один матч у Лізі чемпіонів АФК, один матч у Кубку АФК
7. 1 2  Матчі в Лізі чемпіонів АФК

### У збірній
| Національна збірна | Рік     | Матчі | Голи |
| ------------------ | ------- | ----- | ---- |
| Таджикистан        | 2014    | 1     | 0    |
| Таджикистан        | 2015    | 0     | 0    |
| Таджикистан        | 2016    | 3     | 0    |
| Таджикистан        | 2017    | 5     | 0    |
| Таджикистан        | 2018    | 1     | 0    |
| Таджикистан        | 2019    | 10    | 0    |
| Таджикистан        | 2020    | 1     | 0    |
| Таджикистан        | 2021    | 2     | 0    |
| Таджикистан        | 2022    | 2     | 0    |
| Загалом            | Загалом | 25    | 0    |

## Досягнення
«Істіклол»
- Вища ліга Таджикистану
  -  Чемпіон (3): 2019, 2020, 2021[8]

- Кубок Таджикистану
  -  Володар (1): 2019

- Суперкубок Таджикистану
  -  Володар (3): 2019[9], 2020, 2022[10]